# Vianos (ort)
Vianos är en ort i Spanien.   Den ligger i provinsen Provincia de Albacete och regionen Kastilien-La Mancha, i den centrala delen av landet, 220 km sydost om huvudstaden Madrid. Vianos ligger 1 119 meter över havet och antalet invånare är 449.
Terrängen runt Vianos är huvudsakligen kuperad, men åt nordväst är den platt.Runt Vianos är det mycket glesbefolkat, med 5 invånare per kvadratkilometer. Närmaste större samhälle är Alcaraz, 3,8 km norr om Vianos. 